# Wikipédia en same d'Inari
Wikipédia en same d'Inari (en same d'Inari : Anarâškielâlâš Wikipedia) est l’édition de Wikipédia en same d'Inari, langue same parlée en Laponie, au nord de la Finlande. L'édition est lancée le 19 octobre 2020,,,. Son code est : smn.
Au 21 mars 2025, l'édition en same d'Inari contient 6 113 articles et compte 5 401 contributeurs, dont 31 contributeurs actifs et 5 administrateurs.
L'édition en same du Nord, créée en 2004, contient, quant à elle, 7 900 articles.

## Présentation

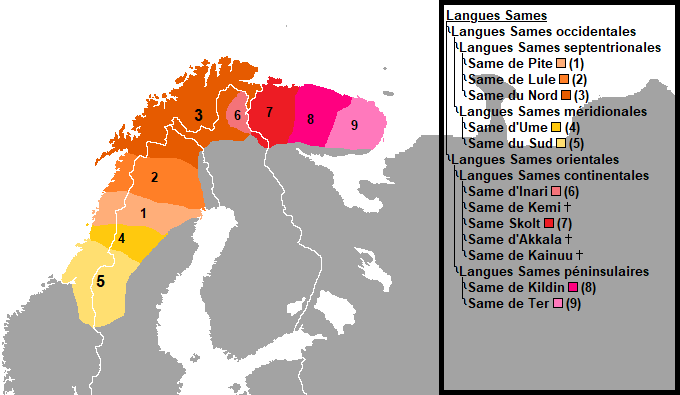
Aire de diffusion du same d'Inari (n°6) au sein des langues sames.
Aire de diffusion du same d'Inari.

## Statistiques
- Le 29 octobre 2022, l'édition en same d'Inari contient 4 721 articles et compte 2 486 contributeurs, dont 21 contributeurs actifs et 6 administrateurs.
- Le 4 septembre 2024, elle contient 5 897 articles et compte 4 747 contributeurs, dont 22 contributeurs actifs et 6 administrateurs.